# Nižný Žipov
Nižný Žipov je obec na Slovensku. Nachází se v Košickém kraji, v okrese Trebišov. Přísluší do tradičního regionu Jižní Zemplín.
Obec o rozloze 17,07 km² leží v nadmořské výšce 126 m. K 31. 12. 2011 v obci žilo 1452 obyvatel. První písemná zmínka o obci je z roku 1221.